# Bibiro Ali Taher
Bibiro Ali Taher (* 24. April 1988 in N’Djamena) ist eine tschadische Leichtathletin, die sich auf den Langstreckenlauf spezialisiert hat.

## Sportliche Laufbahn
Erste internationale Erfahrungen sammelte Bibiro Ali Taher, die als Jugendlich nach Hérouville-Saint-Clair in Frankreich zog, im Jahr 2014, als sie bei den Afrikameisterschaften in Marrakesch in 20:08,53 min den zehnten Platz im 5000-Meter-Lauf belegte. 2016 gelangte sie bei den Afrikameisterschaften in Durban mit 17:32,71 min auf Rang zwölf und anschließend nahm sie dank einer Wildcard über diese Distanz an den Olympischen Sommerspielen in Rio de Janeiro teil und kam dort im Vorlauf nicht ins Ziel. Zudem war sie Fahnenträgerin ihrer Nation bei der Eröffnungsveranstaltung der Spiele. Nach einer mehrjährigen Wettkampfpause ab 2018 startet sie seit 2022 bei Straßenläufen vor allem in Frankreich und stellte im April 2022 mit 2:51:04 h in Mailand einen neuen Landesrekord im Marathonlauf auf.

## Persönliche Bestleistungen
- 5000 Meter: 17:18,73 min, 6. Juli 2018 in Albi
- 10-km-Straßenlauf: 35:50 min, 8. Januar 2023 in Nizza (tschadischer Rekord)
- Halbmarathon: 1:23:09 h, 2. Oktober 2016 in Marcq-en-Baroeul
- Marathon: 2:51:04 h, 3. April 2022 in Mailand (tschadischer Rekord)